# 香港文物保護

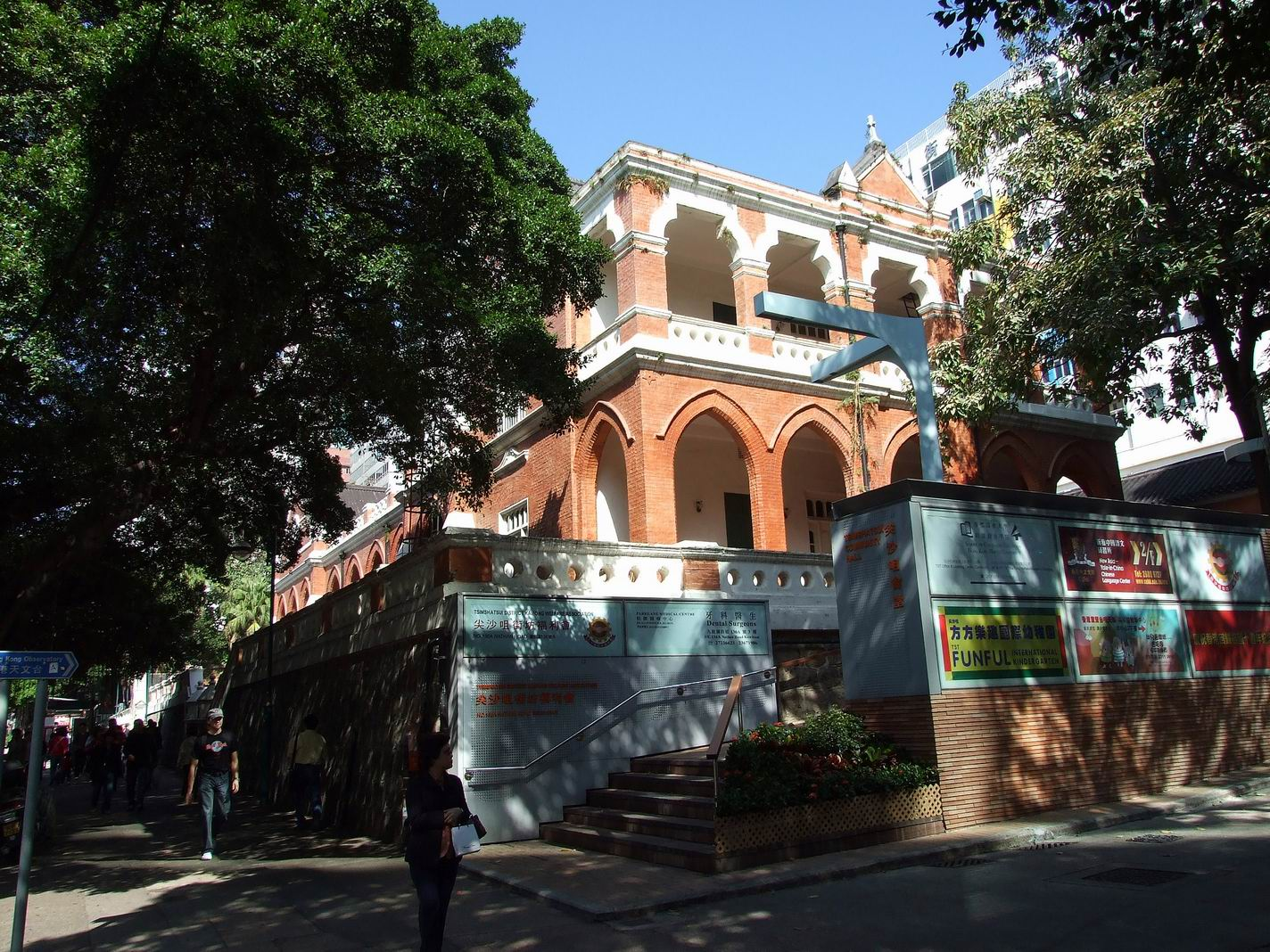
法定古蹟之一的前九龍英童學校，現為古物古蹟辦事處總部

本條目講述香港在文物保護工作上的歷史與現況，當中包括不同持分者的職責。
在1996至2000年間，文物古蹟辦事處就全港歷史建築數量進行一項普查，計有約8800幢；而對非物质文化遗产的保育工作亦於近年冒起。

## 政府機構及相關法例

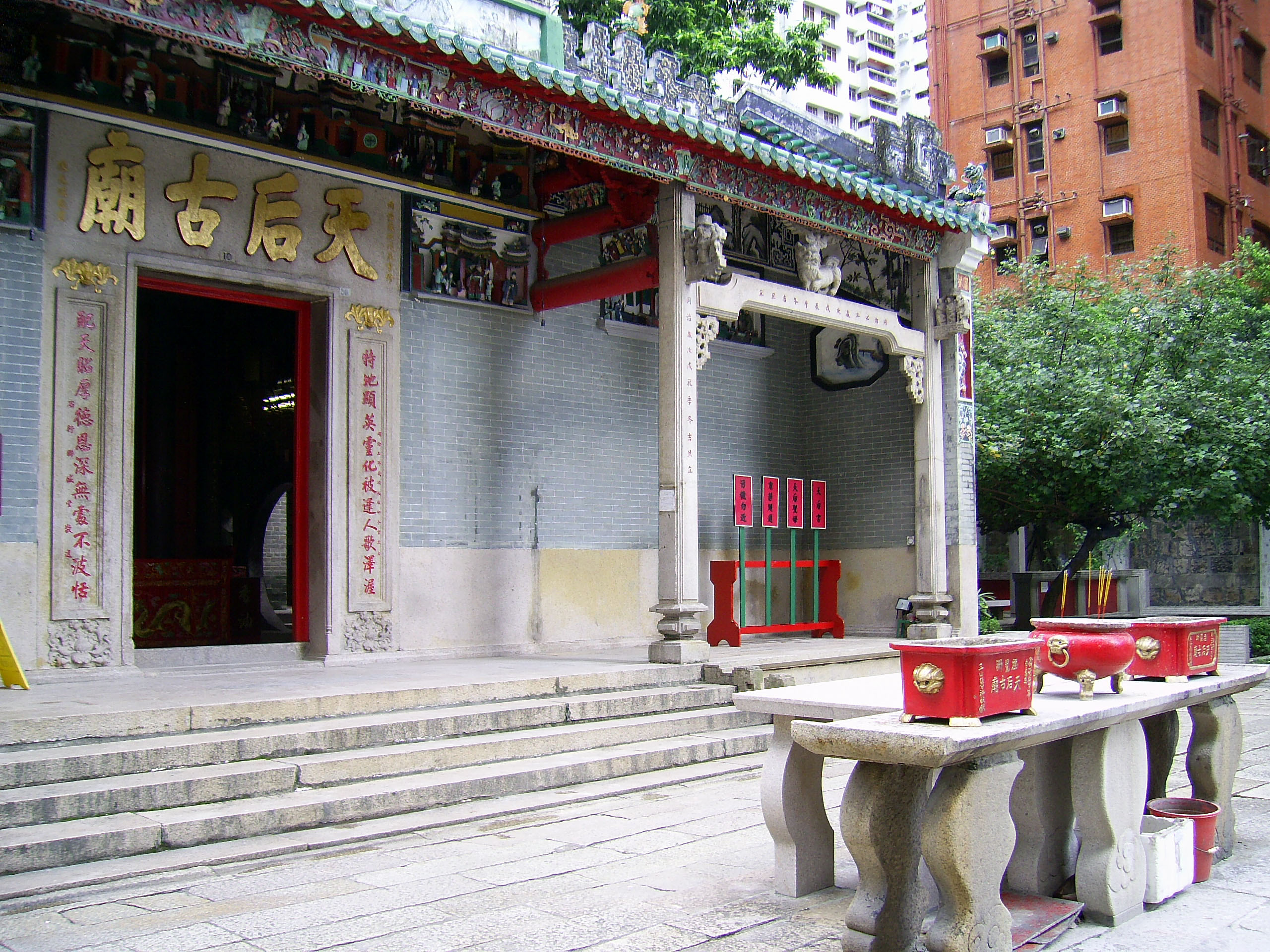
位於銅鑼灣的天后廟自1982年起列為法定古蹟

以英文字母排序：
- 古物諮詢委員會（英語：Antiquities Advisory Board，AAB）
- 古物古蹟辦事處
- 古物及古蹟條例
- 文物保育專員辦事處（英語：Commissioner for Heritage's Office，CHO，2008年4月25日成立，隸屬於發展局）[1]
- 文物修復辦事處（英語：Conservation Office）[2]，前稱「文物修復組」（Central Conservation Section）[3]
- 衞奕信勳爵文物信託（英語：The Lord Wilson Heritage Trust，LWHT，1992年12月18日成立，根據《衞奕信勳爵文物信託條例》成立，隸屬於文化體育及旅遊局）
- 市區重建局

## 歷史建築

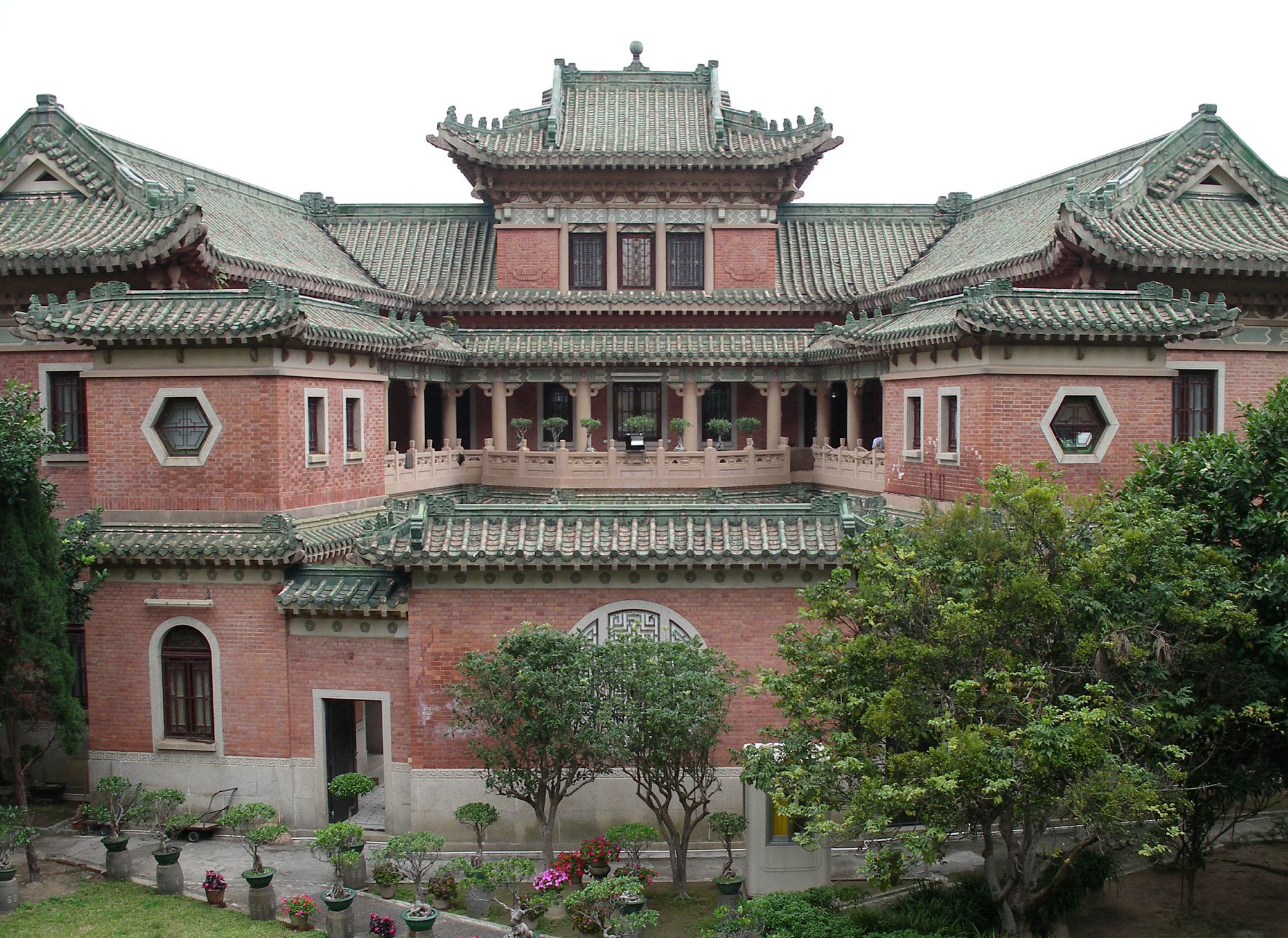
自從傳媒報道業主開始拆卸景賢里後，該建築於2008年被列為法定古蹟

截至2016年5月20日，香港共有114項法定古蹟；而截至2013年2月，共有917項已評級的歷史建築（153項一級歷史建築、322項二級歷史建築及442項三級歷史建築），當中203項由政府擁有，其餘714項則為私人業權。

### 評級制度
歷史建築的評級制度定義如下：
- 一級歷史建築：「具特別重要價值而可能的話須盡一切努力予以保存的建築物。」
- 二級歷史建築：「具特別價值而須有選擇性地予以保存的建築物。」
- 三級歷史建築：「具若干價值，並宜於以某種形式予以保存的建築物；如保存並不可行則可以考慮其他方法。」

### 普查與評級
據古物古蹟辦事處（AMO）於1996至2000年間進行的一項普查顯示，香港有約8800項歷史建築，而於2002-2004年的普查則專注於當中的1444項。2005年3月，由古物諮詢委員會（AAB）建立的七人專家小組組成，負責評估該等建築的歷史價值，成員包括歷史學家，以及香港建築師學會、香港規劃師學會及香港工程師學會之成員。有關評估於2009年3月19日完成。作為該評估的其中一項工作，古物古蹟辦事處就當中部份歷史建築擬議新的評級：212項擬列為一級歷史建築、366項擬列為二級歷史建築、576項擬列為三級歷史建築，而其餘290項則維持原有評級不變。而現時歷史建築的評級有可能會被提升、下降或不再就評級進行評估。

## 保育方式
保育方式包括：

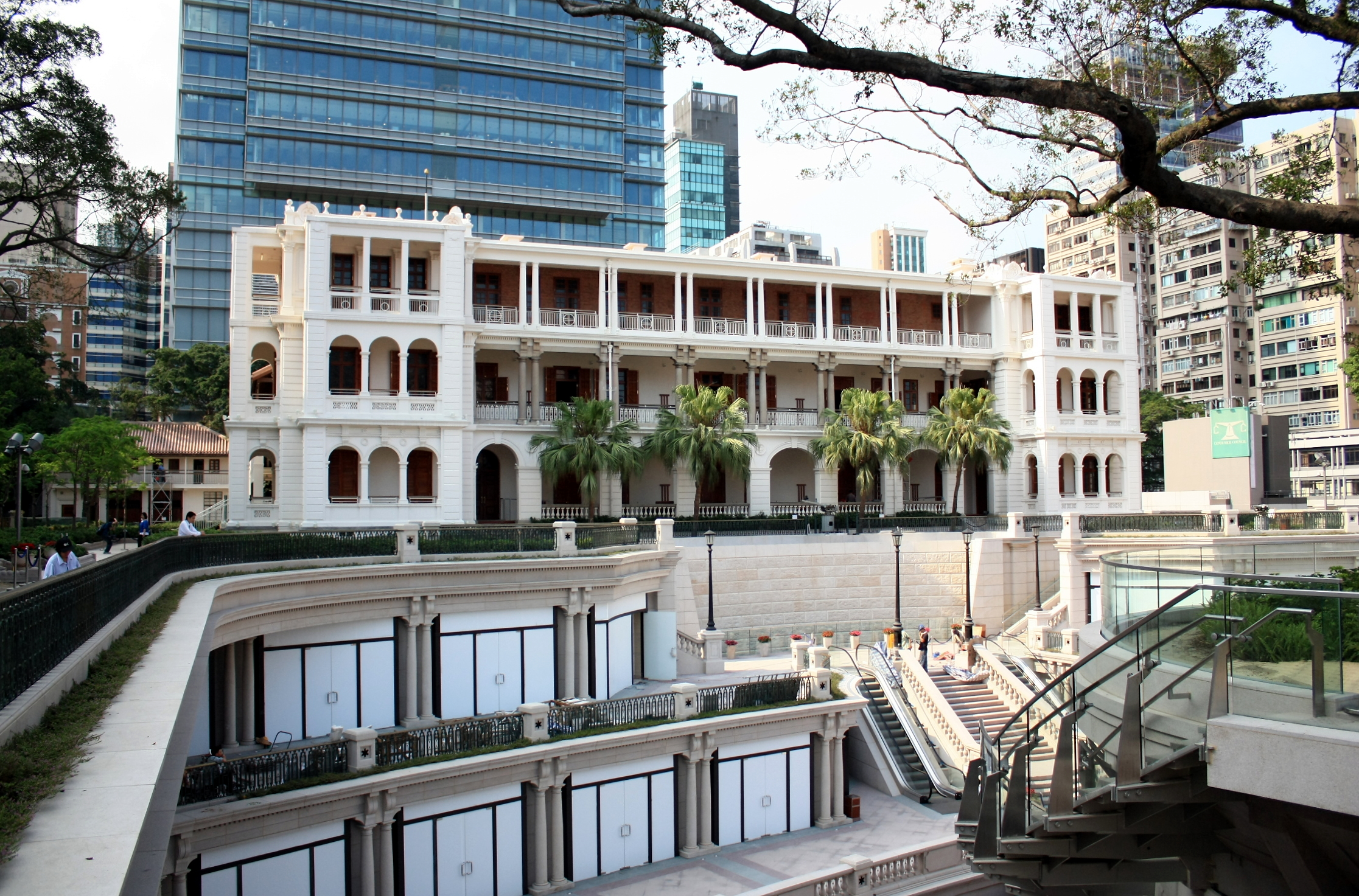
活化再利用的例子：法定古蹟之一前水警總區總部經活化後成為一個集餐飲及購物設施於一身的文物酒店

- 基本工程項目的文物影響評估（英語：Heritage Impact Assessment Mechanism for Capital Works Projects）[11]
- 活化歷史建築伙伴計劃[12]
- 建築物修復（英语：Building restoration）
- 活化再利用（英语：Adaptive reuse）
- 遷置：完整遷置（如美利樓）或部份遷置（如赤柱卜公碼頭）

## 相關問題

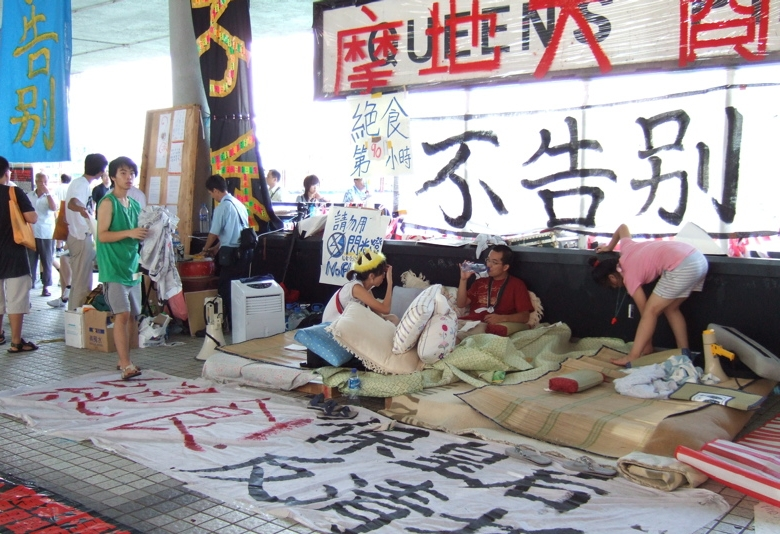
拆卸皇后碼頭的公眾抗議活動：2007年7月，一群絕食佔領該處

### 建築拆卸
近年多個歷史建築遭到拆卸，引發公眾示威，當中包括愛丁堡廣場渡輪碼頭（於2007年初完成拆卸）及於2008年2月拆卸的皇后碼頭。
時任發展局局長林鄭月娥於2007年曾稱會重建皇后碼頭，在保留原有外觀的同時提升其穩固性，但直至2020年，政府仍未有就重建計劃訂下時間表；而據傳媒報道，相關散件仍存放於一個政府爆炸品倉庫內。
而位於石硤尾窩仔山山頂、已停用多年的一個地下蓄水池，於2020年底在水務署的一項工程中「重見天日」，引起地區人士關注，甚至有聲音要求政府當局能夠將之保留。據水務署資料顯示，有關蓄水池於1930年之前建成，而當中的羅馬式設計相對於其他現存的配水庫而言為罕見。縱使水務署已經即時暫停相關工程，但有關注團體質疑古物古蹟辦事處（下稱「古蹟辦」）未有公開在1996至2000年間，尚未對外公開的其餘7000餘項曾進行普查的歷史建築，認為此舉成「歷史謎團」，並已向相關部門申請索取有關名單。及後亦有傳媒報道指出，該署亦曾於2010至2011年間，將兩個於1900年代落成的配水庫拆卸以解決相關設施的老化問題，並曾向古蹟辦諮詢意見，惟古蹟辦當時並沒有反對相關工程；而政府文件對於相關配水庫的描述亦有所出入。

### 其他問題
其他問題包括：
- 歷史建築擁有權和私人業主權益
- 文物保育及活化項目撥款

## 非物質文化遺產
保育非物質文化遺產為一個近年於香港新興的概念。繼非物質文化遺產諮詢委員會於2008年7月9日舉行首次會議後，於2011年開展全港性普查工作。
2019年4月，政府推出「非物質文化遺產資助計劃」，透過資助方式鼓勵社會保育及推廣香港既有文化。

## 相關博物館

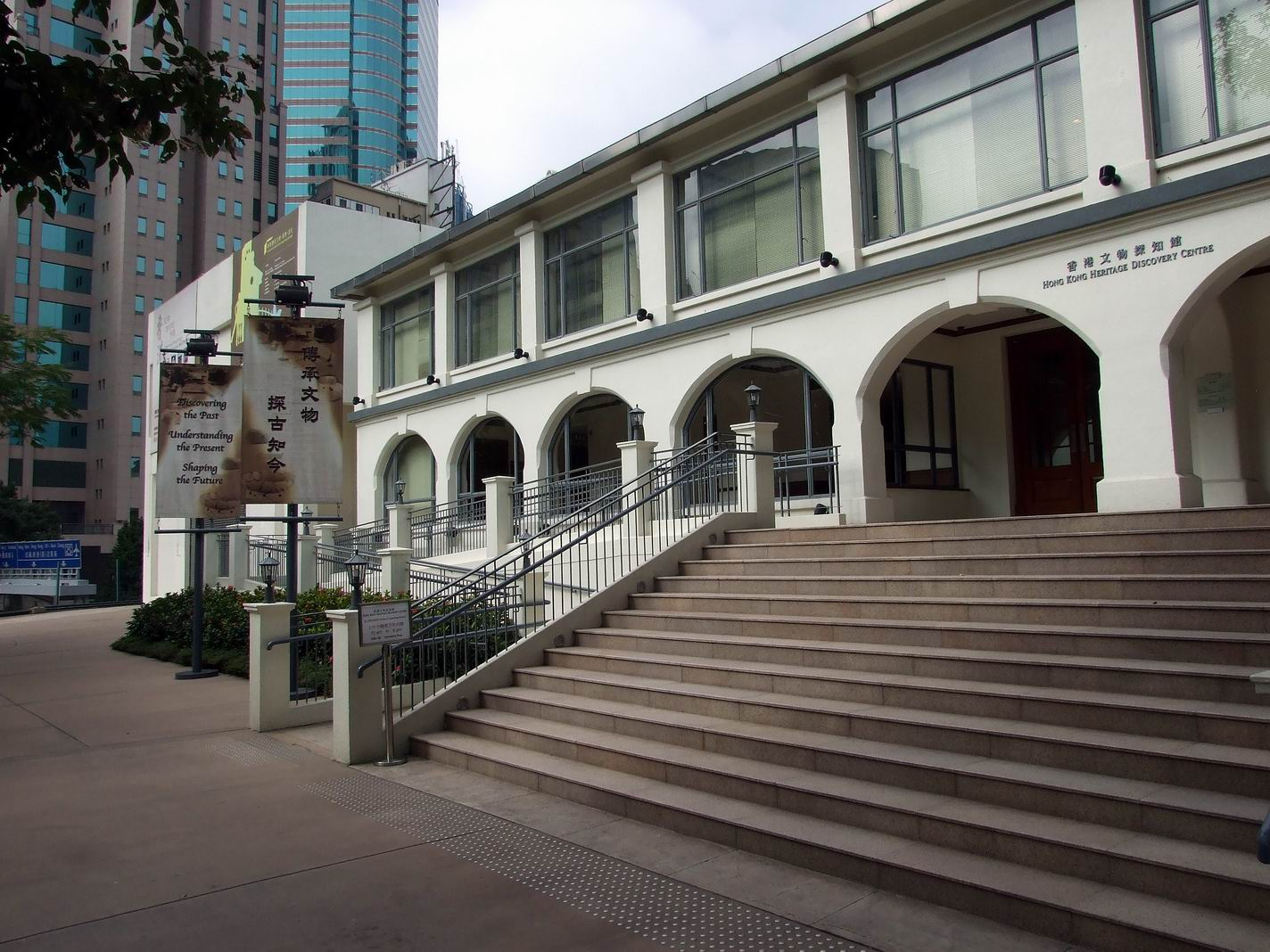
前威菲路軍營的S61及S62營房為兩幢三級歷史建築，現時活化為香港文物探知館

- 九龍公園內的香港文物探知館：於2005年10月開幕，由康樂及文化事務署（LCSD）管理
- 位於沙田的香港文化博物館（由康樂及文化事務署管理）
- 位於尖沙咀的香港歷史博物館（由康樂及文化事務署管理）
- 香港歷史檔案大樓為一幢用作收藏香港政府檔案的儲存設施，由政府檔案處管理，位於觀塘翠屏邨附近。

另有數所博物館專注於文物和歷史，而當中大部分由歷史建築活化而成，並與展品形成主題性聯繫。香港政府亦開僻數條文物徑以方便市民及遊客欣賞歷史建築。

## 外部連結
- 香港文物地理資訊系統 （页面存档备份，存于）
- LegCo Papers on Heritage Conservation（英文）
- Civic Exchange. Saving Hong Kong's Cultural Heritage, by Cecilia Chu and Kylie Uebegang. February 2002[]（英文）[]